# Los Angeles Metro Rail
Los Angeles Metro Rail è il sistema di trasporto di massa della contea di Los Angeles. Il servizio è controllato dall'Autorità per il trasporto metropolitano della contea di Los Angeles ed è la discendente indiretta dei sistemi chiamati Pacific Electric Railway e Los Angeles Railway, che sono stati attivi dall'inizio del ventesimo secolo. Attualmente sono presenti quattro linee di metrotranvia e due linee di metropolitana, per un totale di 163,3 km e 99 stazioni. Il sistema metropolitano trasporta oltre 300 000 passeggeri giornalieri nei giorni lavorativi. I servizi Metro Rail sono affiancati dai servizi Metro Busway.

## Rete
L'Autorità per il trasporto metropolitano della contea di Los Angeles controlla le sei linee attraverso la contea di Los Angeles. A differenza dei servizi Metro Busway, l'icona delle linee Metro Rail è circolare e non quadrata.
- Linea A (inaugurata nel 1990) è una metrotranvia che va dalla 7th Street/Metro Center station situata nel centro di Los Angeles fino alla Transit Mall station situata al centro di Long Beach. È stato il primo sistema di trasporto pubblico moderno dalla chiusura della Pacific Electric Railway avvenuta nel 1961. Dopo l'apertura del connettore regionale il 16 giugno 2023, l'attuale linea A è stata unita alla parte in direzione APU Citrus College della ex linea L per creare una linea E estesa, che è colorata in oro sulle mappe.
- Linea B è una metropolitana tradizionale che va dalla Union Station situata nel centro di Los Angeles fino alla stazione di North Hollywood. Il primo tratto da Westlake a MacArthur Park ha aperto nel 1993, è arrivata ad Hollywood nel 1999 ed a North Hollywood nel 2000.
- Linea C  (aperta nel 1995 insieme alla Glenn Anderson Freeway) è una metrotranvia che prima collegava Redondo Beach a Norwalk. Dal 6 giugno 2025 collega l'aeroporto dalla nuova stazione LAX Metro fino a Norwalk. La linea cammina, per un lungo tratto, tra le corsie della Century Freeway (Interstate 105). Fornisce un accesso diretto all'aeroporto internazionale di Los Angeles attraverso un bus shuttle che parte dalla Aviation/LAX station.

- Linea D (il cui primo tratto da Westlake a MacArthur Park ha aperto nel 1993, arriva a Koreatown nel 1996 come linea B; il nome venne cambiato nel 2006) è una metropolitana tradizionale che va dalla Union Station al centro di Los Angeles fino a Wilshire/Western station situata a Koreatown. Prima del 2006 veniva considerata come una biforcazione della linea B.
- Linea E è una metrotranvia che corre tra la Downtown di Los Angeles e quella di Santa Monica. La prima tratta terminava a Culver City ed è entrata in funzione tra l'aprile e il giugno del 2012, mentre il prolungamento fino a Santa Monica è operativo dal 20 maggio 2016. Dopo l'apertura del connettore regionale il 16 giugno 2023, l'attuale linea A è stata unita alla parte in direzione Atlantic della ex linea L per creare una linea E estesa, che è colorata in oro sulle mappe.

- Linea K, una metrotranvia operativa dal 7 ottobre 2022, collega Expo/Crenshaw con Redondo Beach.

## Storia

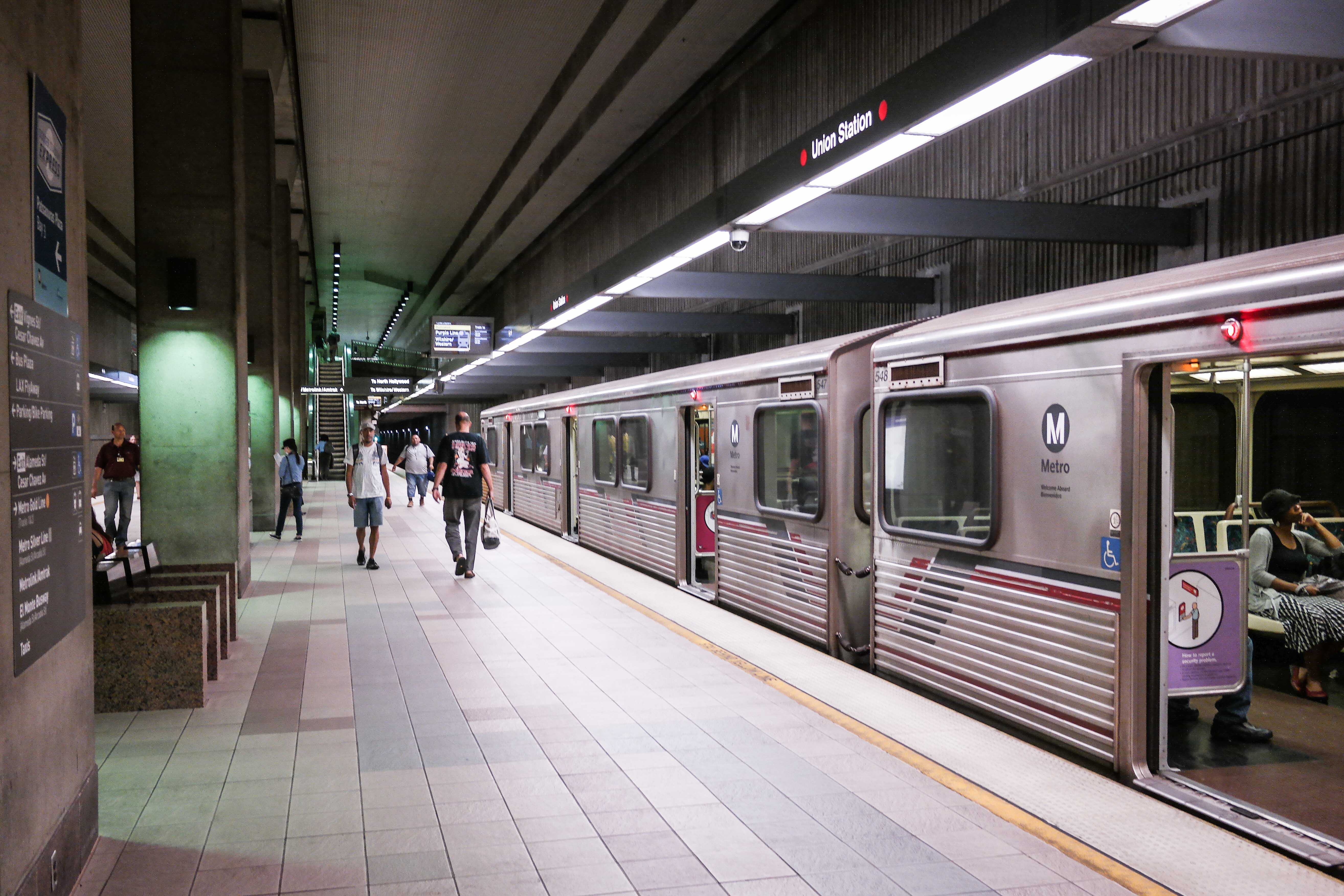
La stazione sotterranea Union Station delle linee B e D.

Dopo la chiusura della rete tranviaria (Los Angeles Railway nel 1963 e Pacific Electric Railway nel 1961) in favore dell'utilizzo di autobus, l'immenso volume di traffico e l'inquinamento generato dalle automobili di oltre 14 milioni di abitanti della grande area metropolitana spinsero ad avviare la progettazione di una nuova rete di trasporto pubblico di massa. Negli anni ottanta gli elettori della contea di Los Angeles approvarono un aumento della pressione fiscale di mezzo punto percentuale per costruire una nuova rete di trasporto pubblico su ferro. I lavori furono quindi avviati, non senza alcune controversie.
Il 14 luglio 1990, 27 anni dopo la chiusura della rete tranviaria, venne inaugurata la linea blu. Nel 1993 fu aperta la linea rossa, dopo sette anni di costruzione. Nel 2000 la linea rossa venne estesa per 3,9 km verso North Hollywood, con un costo di 1,5 miliardi di dollari. Nel 2006 una delle due diramazioni della linea rossa, quella verso Koreatown, divenne una linea indipendente con il nome linea viola.
Nel 2019 le linee, in precedenza identificate con un colore, hanno ricevuto una nuova denominazione basata sulle lettere dell'alfabeto: la linea blu è stata rinominata in linea A, la linea rossa in linea B, la linea verde in linea C, la linea viola in linea D, la linea Expo in linea E, e la linea gialla in linea L.
Dopo l'apertura del connettore regionale il 16 giugno 2023, l'attuale linea A e linea E sono prolungate in direzione APU Citrus College e Atlantic percorrendo il tratto della ex linea L per creare una loro linea estesa, che è colorata in azzurro e in oro sulle mappe.
Il 3 novembre 2024 fu aperta la stazione di Aviazione/Century della linea C solo proveniente da Norwalk e un segmento della linea K solo per Redondo beach in attesa del completamento del tratto con la stazione Westchester/Veterans.
Dal 6 giugno 2025 è operativa la tratta Aviazione/Century - Westchester/Veterans con stazione Lax Metro, stazione passante della linea K e stazione capolinea della linea C da e per Norwalk.  
| Nome segmento                   | Data              | Utilizzo | Tratta                                               | Stazioni | Lunghezza |
| ------------------------------- | ----------------- | -------- | ---------------------------------------------------- | -------- | --------- |
| Blue Line Initial Segment       | 14 luglio 1990    |          | Pico ↔ Anaheim Street                                | 17       | 11,9 km   |
| Blue Line Long Beach Loop       | 1º settembre 1990 |          | Anaheim Street ↔ Pacific                             | 4        | 1,4 km    |
| Blue Line To Financial District | 15 febbraio 1991  |          | Pico ↔ 7th Street/Metro Center                       | 1        | 0,4 km    |
| Red Line MOS-1                  | 30 gennaio 1993   |          | Union Station ↔ Westlake/MacArthur Park              | 4        | 2,7 km    |
| Green Line                      | 12 agosto 1995    |          | Redondo Beach ↔ Norwalk                              | 13       | 12,4 km   |
| Red Line MOS-2 West             | 13 luglio 1996    |          | Westlake/MacArthur Park ↔ Wilshire/Western           | 3        | 1,2 km    |
| Red Line MOS-2 North            | 12 giugno 1999    |          | Wilshire/Vermont ↔ Hollywood/Vine                    | 5        | 2,9 km    |
| Red Line MOS-3                  | 24 giugno 2000    |          | Hollywood/Vine ↔ North Hollywood                     | 3        | 3,9 km    |
| Gold Line Initial Segment       | 26 luglio 2003    |          | Union Station ↔ Sierra Madre Villa                   | 12       | 8,5 km    |
| Gold Line Eastside Extension    | 15 novembre 2009  |          | Union Station ↔ Atlantic                             | 8        | 3,7 km    |
| Expo Line Phase 1               | 28 aprile 2012    |          | Pico ↔ La Cienega/Jefferson                          | 8        | 4,7 km    |
| Expo Line To Culver City        | 20 giugno 2012    |          | La Cienega/Jefferson ↔ Culver City                   | 2        | 0,6 km    |
| Gold Line Foothill Extension    | 5 marzo 2016      |          | Sierra Madre Villa ↔ APU/Citrus College              | 6        | 11,5 km   |
| Expo Line Phase 2               | 20 maggio 2016    |          | Culver City ↔ Santa Monica                           | 7        | 6,6 km    |
| K Line Initial Segment          | 7 ottobre 2022    |          | Expo/Crenshaw ↔ Westchester/Veterans                 | 6        | 6,0 km    |
| Regional Connector              | 16 giugno 2023    |          | 7th Street/Metro Centre - Little Tokyo/Arts District | 2        | 2,5 km    |
| Stazione Aviazione/Century      | 3 novembre 2024   | C K      | Aviazione/Century                                    | 1        | 1.9 km    |
| Stazione LAX Metro              | 6 giugno 2025     | C K      | Westchester/Veterans ↔ Aviation/Century              | 1        | 1,2 km    |

## Caratteristiche

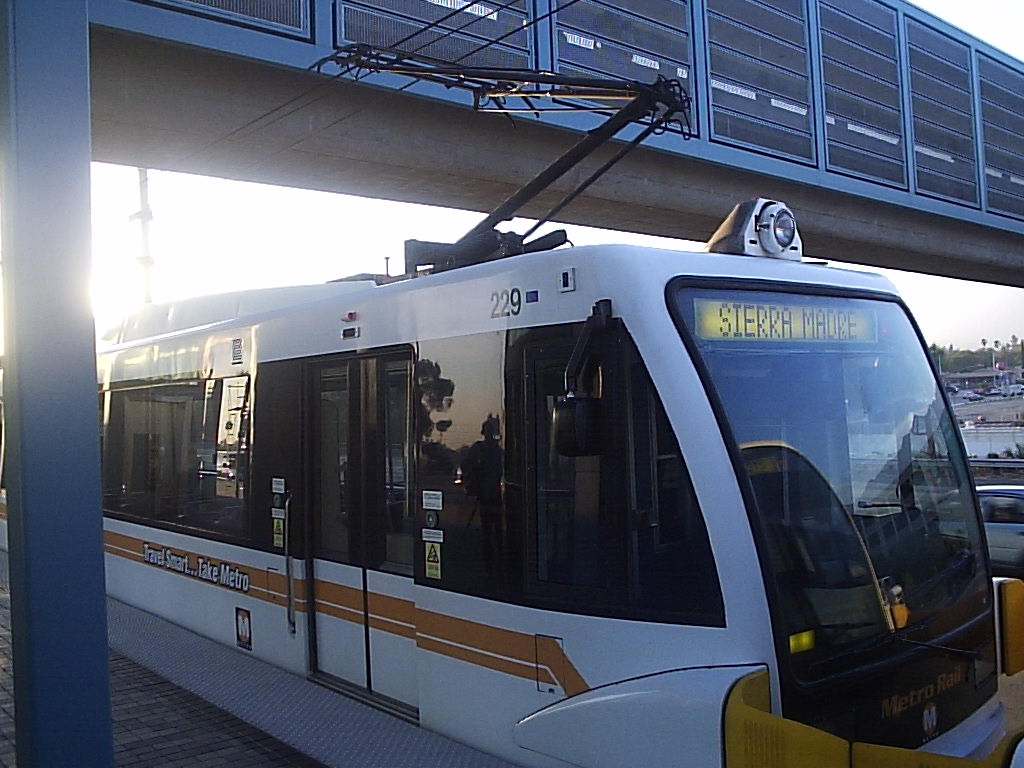
La linea L a Pasadena, capolinea nord della linea.

Quattro linee del Metro Rail (linee A, C, E, K) sono metrotranvie e due (linee B e D) sono metropolitane pesanti. I convogli delle linee metrotranviarie sono alimentati tramite linea aerea di contatto, mentre quelli delle linee metropolitane attraverso terza rotaia, di conseguenza la rete dispone di due flotte separate di treni.
Le linee B e D sono interamente sotterranee. La linea C si sviluppa in superficie lungo un percorso interamente separato dal traffico veicolare. Il percorso delle linee A, E ed L presenta invece caratteristiche estremamente varie, con tratti a livello stradale in sede promiscua e separata, sopraelevati e sotterranei.
Tutte le stazioni sotterranee differiscono esteticamente le une dalle altre, principalmente poiché solo lo 0,5% del budget totale destinato alla costruzione delle stazioni venne riservato alle decorazioni artistiche. A causa della vicinanza della città alla faglia geologica, i tunnel sono stati costruiti per resistere a terremoti di magnitudo 7,5.

### Statistiche passeggeri
Nel giugno del 2008, le due linee metropolitane (B e D) raccoglievano una media giornaliera di 153 928 passeggeri, rappresentando insieme la nona rete metropolitana più trafficata degli Stati Uniti. Le linee metrotranviarie, con circa 127 300 passeggeri medi nei giorni feriali (dato del 2007), costituivano invece la terza rete tranviaria più trafficata. Inoltre, la linea A risultava essere la seconda linea tranviaria più usata del paese, con 72 295 passeggeri medi giornalieri, dietro solo alla linea verde della metropolitana di Boston.

## Servizio

### Orari
Tutti i sistemi di trasporto di Los Angeles effettuano servizio regolare dalle 5 del mattino fino a mezzanotte, sette giorni la settimana. Esistono servizi limitati su particolari linee che effettuano servizio tra la mezzanotte e le 5 del mattino. I sistemi ferroviari sono chiusi tra le 2 e le 3:30 del mattino.

### Tariffe
Il sistema di pagamento è basato sulla prova di pagamento. Almeno due emettitrici automatiche per biglietti sono posizionate all'esterno di tutte le stazioni. Ispettori e controllori vigilano il sistema e denunciano gli individui senza biglietto.

Il 28 febbraio 2008 è stata annunciata l'installazione di tornelli agli ingressi. È stato calcolato che la Metro perde ogni anno 5.5 milioni di dollari a causa del sistema d'onore. Le barriere migliorano anche la sicurezza a tutte le stazioni, forniscono statistiche migliori e danno la possibilità di applicare una tariffazione per zone.

Tutti gli abbonamenti vengono venduti sulle tariffe applicate alle TAP card. Le TAP card sono delle card tariffarie dove gli utenti possono aggiungere del credito, sono validi su tutti i bus e treni Metro come anche la maggior parte dei bus cittadini.